# Stadionul Olimpic din Roma

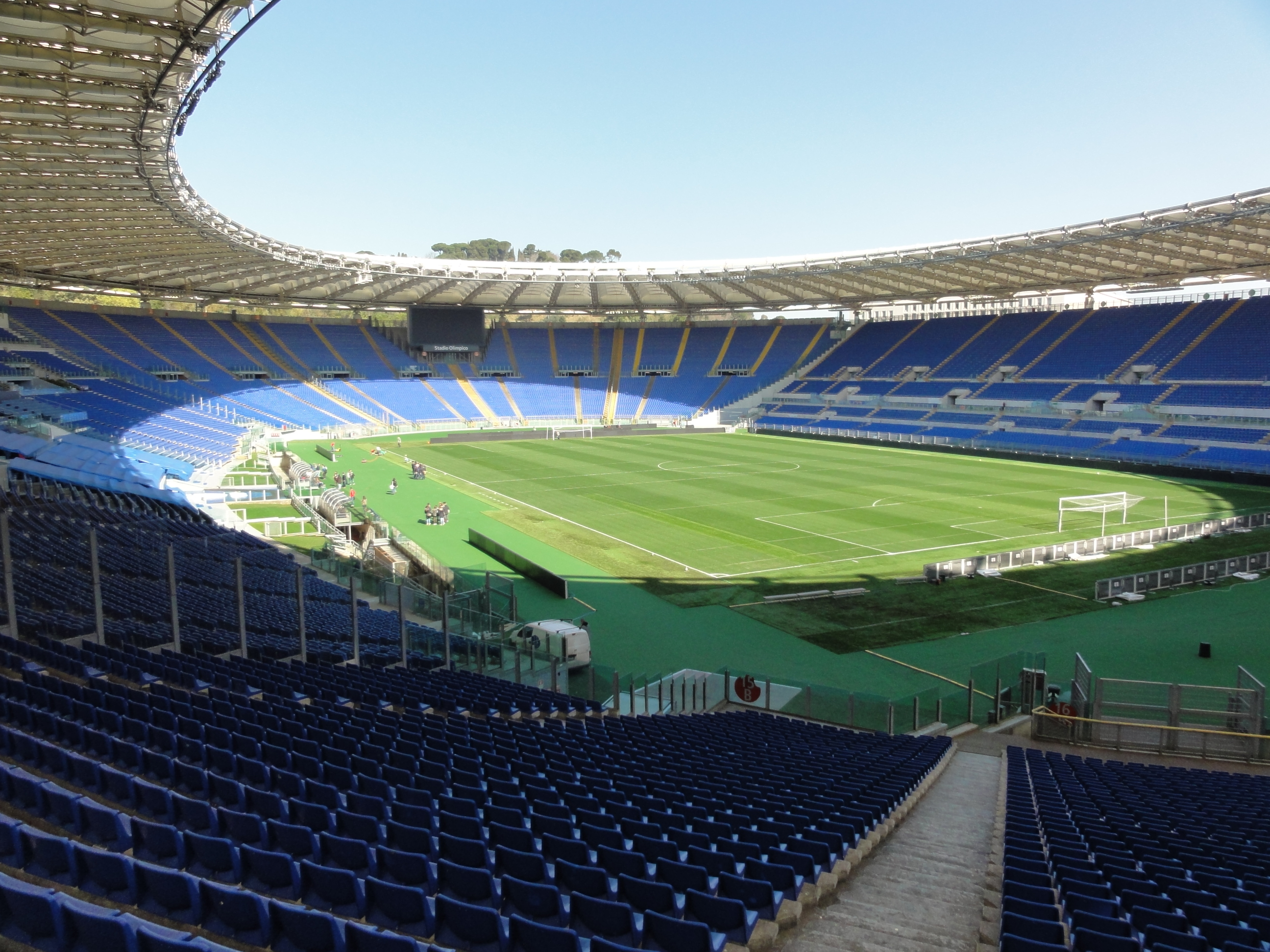
Stadionul Olimpic din Roma

Stadionul Olimpic din Roma (în italiana: Stadio Olimpico di Roma) a fost construit în anul 1952 (după un proiect făcut de arhitecții Carlo Roccatelli și Annibale Vitellozzi) pentru a putea găzdui probele de la Jocurile Olimpice de vară din 1960. A fost inaugurat pe data de 17 mai 1953 cu un meci de fotbal între selecționatele Italiei și Ungariei. Are o capacitate de 82,656 de locuri.
Este proprietatea Comitetului Olimpic Național Italian (CONI) și este folosit pentru meciurile de fotbal, întrecerile de atletism dar si pentru concerte ale unor faimoase trupe muzicale din Italia sau din străinătate. A găzduit Campionatele Mondiale de atletism din 1987.
De asemenea este folosit de cluburile de fotbal din capitala Italiei SS Lazio și AS Roma. În 1989 a fost recondiționat și îmbunătățit pentru a putea găzdui partide de la Campionatul Mondial de Fotbal - Italia 1990.
Alături de Stadionul Giuseppe Meazza (cunoscut și sub numele de San Siro) sunt singurele stadioane din Italia care au primit calificativul de 5 stele din partea Comitetului de Securitate al Stadioanelor, comitet ce aparține de UEFA.

## Galerie Foto

Tribuna I
Tribuna a II-a
Peluza Nord
Peluza Sud